# Сушкевич, Борис Михайлович
Бори́с Миха́йлович Сушке́вич (26 января (7 февраля) 1887, Санкт-Петербург, — 10 июля 1946, Ленинград) — русский и советский актёр, режиссёр, педагог,  Народный артист РСФСР (1944).

## Биография
Борис Сушкевич учился на историческом факультете Московского университета, участвовал в студенческих любительских спектаклях, где познакомился с Евгением Вахтанговым: в 1906 году в постановке «Дачников» А. М. Горького Сушкевич играл Суслова, а Вахтангов — Власа.
Увлечённый театральными идеями К. Станиславского, Сушкевич с 1908 года был сотрудником Художественного театра, в 1912 году был принят в его труппу. В том же году Сушкевич стал одним из инициаторов создания 1-й Студии МХТ, где работал в творческом содружестве с Вахтанговым и Леопольдом Сулержицким, был членом дирекции (правления), ставил спектакли, был одним из ведущих актёров.
После смерти Сулержицкого в 1916 году Сушкевич фактически возглавлял 1-ю Студии МХТ — до 1924 года, когда Студия была преобразована в театр МХАТ 2-й, уже под руководством Михаила Чехова. В 1919 году поставил «Разбойников» Ф. Шиллера в только что открывшемся Большом драматическом театре в Петрограде.
В конце 1932 года Сушкевич покинул МХАТ 2-й и в 1933-м был назначен художественным руководителем и директором Ленинградского академического театра драмы (ныне Российский государственный академический театр драмы им. А. С. Пушкина), где поставил, в частности, пьесу Горького «Враги» и 2-ю редакцию «Петра I» А. Н. Толстого (1-ю редакцию Сушкевич поставил во МХАТе 2-м, 3-ю — в Новом театре)
В 1937 году Сушкевич возглавил ленинградский Новый театр, созданный в 1933 году Исааком Кроллем. Здесь режиссёр работал до конца жизни, прививал молодому коллективу мхатовские традиции, после долгого перерыва вновь выходил на сцену как актёр. Крупнейшей работой Сушкевича, как режиссёра, так и актёра, стал спектакль «Перед заходом солнца» Гауптмана (1940), где он сыграл Маттиаса Клаузена.
На протяжении многих лет Борис Сушкевич занимался преподавательской деятельностью; с переездом в Ленинград в 1933 году стал профессором Ленинградского театрального института, с 1936 года был его директором.
В октябре 1940 года Новый театр был отправлен на длительные гастроли по Дальнему Востоку, где его и застала война. В течение нескольких лет театр работал на Дальнем Востоке, в Сибири и на Урале, создавал фронтовые бригады, выезжал на Крайний Север, на пограничные заставы и военные корабли, дав в общей сложности 1300 спектаклей и 800 концертов, и только в мае 1945 года вернулся в Ленинград. Но здоровье Бориса Сушкевича было подорвано скитаниями военных лет; он умер 10 июля 1946 года. Похоронен на Литераторских мостках в Санкт-Петербурге.
Был женат на актрисе Надежде Бромлей.

## Награды
- Орден Трудового Красного Знамени (1939)[5]
- медали
- Заслуженный артист Республики
- Заслуженный деятель искусств РСФСР (1933)
- Народный артист РСФСР (1944)

## Творчество

### Актёрские работы в театре
1-я Студия МХТ, МХАТ 2-й
- 1913 — «Праздник мира» Г. Гауптмана;  — Роберт
- 1914 — «Сверчок на печи» по Ч. Диккенсу; режиссёр  Б. Сушкевич — Автор
- 1915 — «Потоп» Г. Бергера; режиссёр Е. Вахтангов — Стрэттон
- 1918 — «Росмерсхольм» Г. Ибсена; режиссёр Е. Вахтангов — Мортенсгора
- 1921 — «Эрик XIV» А. Стриндберга; режиссёры Е. Вахтангов и Б. Сушкевич — Персон

Новый театр
- 1940 — «Перед заходом солнца» Гауптмана; режиссёр  Б. Сушкевич — Маттиас Клаузен
- 1941 — «Профессор Мамлок» Ф. Вольфа; режиссёр  Б. Сушкевич — Мамлок
- 1941 — «Фельдмаршал Кутузов» Соловьева; режиссёр  Б. Сушкевич — Кутузов

### Режиссёрские работы
1-я Студия МХТ, МХАТ 2-й
- 1914 — «Сверчок на печи» по Ч. Диккенсу, инсценировка Б. Сушкевича
- 1917 — «Двенадцатая ночь» У. Шекспира (художественный руководитель постановки — К. Станиславский)
- 1921 — «Эрик XIV» А. Стриндберга (совместно c Е. Вахтанговым)
- 1923 — «Король Лир» У Шекспира
- 1924 — «Расточитель» Н. Лескова
- 1925 — «В 1825 году» Н. Венкстерн (совместно с И. Берсеневым)
- 1927 — «Дело» А. Сухово-Кобылина
- 1928 — «Закат» И. Э. Бабеля
- 1929 — «Человек, который смеется» по В. Гюго
- 1930 — «Петр I» А. Н. Толстого (1-я редакция)
- 1930 — «Светите нам, звезды» Микитенко
- 1931 — «Тень освободителя» по М. Салтыкову-Щедрину

Ленинградского академического театра драмы
- 1933 — «Враги» А. М. Горького
- 1934 — «Борис Годунов» А. С. Пушкина
- 1934 — «Столпы общества» Г. Ибсена
- 1935 — «Платон Кречет» Корнейчука
- 1935 — «Пётр I» А. Н. Толстого (2-я редакция)
- 1936 — «Ревизор» Н. В. Гоголя

Новый театр
- 1937 — «Дети Ванюшина» А. Найденова
- 1937 — «Беспокойная старость» Л. Рахманова
- 1938 — «Скупой» Ж. Б. Мольера
- 1938 — «Пётр I» А. Н. Толстого (3-я редакция)
- 1939 — «Половчанские сады» Л. Леонова
- 1940 — «Перед заходом солнца» Гауптмана
- 1941 — «Профессор Мамлок» Ф. Вольфа
- 1941 — «Фельдмаршал Кутузов» Соловьёва
- 1942 — «Русские люди» К. Симонова
- 1942 — «Фронт» А. Корнейчука

В других театрах
- 1919 — «Разбойники» Ф. Шиллера — Большой драматический театр

### Роли в кино
- 1914 — Когда звучат струны сердца
- 1915 — Царь Иван Васильевич Грозный — Малюта Скуратов
- 1916 — Цветы запоздалые — доктор Топорков
- 1919 — Пролетарии всех стран, соединяйтесь! — Карл Маркс
- 1927 — Человек из ресторана

### Режиссёрские работы
- 1914 — Когда звучат струны сердца
- 1916 — Сверчок на печи
- 1916 — Ураган
- 1916 — Цветы запоздалые
- 1918 — Религия диких
- 1918 — Хлеб
- 1919 — Пролетарии всех стран, соединяйтесь!

## Сочинения
- Семь моментов работы над ролью, Л., 1933
- Основные моменты воспитания актёра, в книге: Записки Ленинградского театрального института, М.— Л., 1941